# 日本海命名爭議
朝鲜民主主义人民共和国、大韩民国、日本国和俄罗斯联邦环绕之海域，国际普遍称为日本海，但其称谓是有争议的。1992年，此争议在第六届联合国地名标准化会议上由北朝鲜和韩国首次提出。
目前，日本政府称呼这片海域为“日本海”，韩国政府称其为“东海”，北朝鲜政府则支持“朝鲜东海”的称呼。现在大部分国际地图和文件都将这片海域称为“日本海”或“日本海（东海）”。国际海道测量组织为世界各地的水域命名，该机构在2012年决定继续称呼这片海域为“日本海”，拒绝了韩国以“日本海”与“东海”两称呼并立的请求。俄罗斯和中华人民共和国都将其称为日本海。
争议涉及的国家（尤其是日本和韩国）都拿出了诸多证据来证明他们各自支持的名称才是有效的。在许多得到了证明的论点下，“日本海”成为通用名称。韩国则认为，在历史上该海域较为常见的名字是“朝鲜海”和“东海”，或其他类似的名称，他们认为在日本殖民统治朝鲜时期之前“日本海”这个名称并没有得到普遍地使用，而在那时被占领的朝鲜半岛人民甚至没有能力左右本国的内政。对此说法，日本方面反驳道，至少在19世纪初，“日本海”就已成了这片海域的国际常用名称，早在其吞并朝鲜半岛前。双方都在进行研究地图文物，但是两个国家却都得出了不同的研究结果。

## 争议

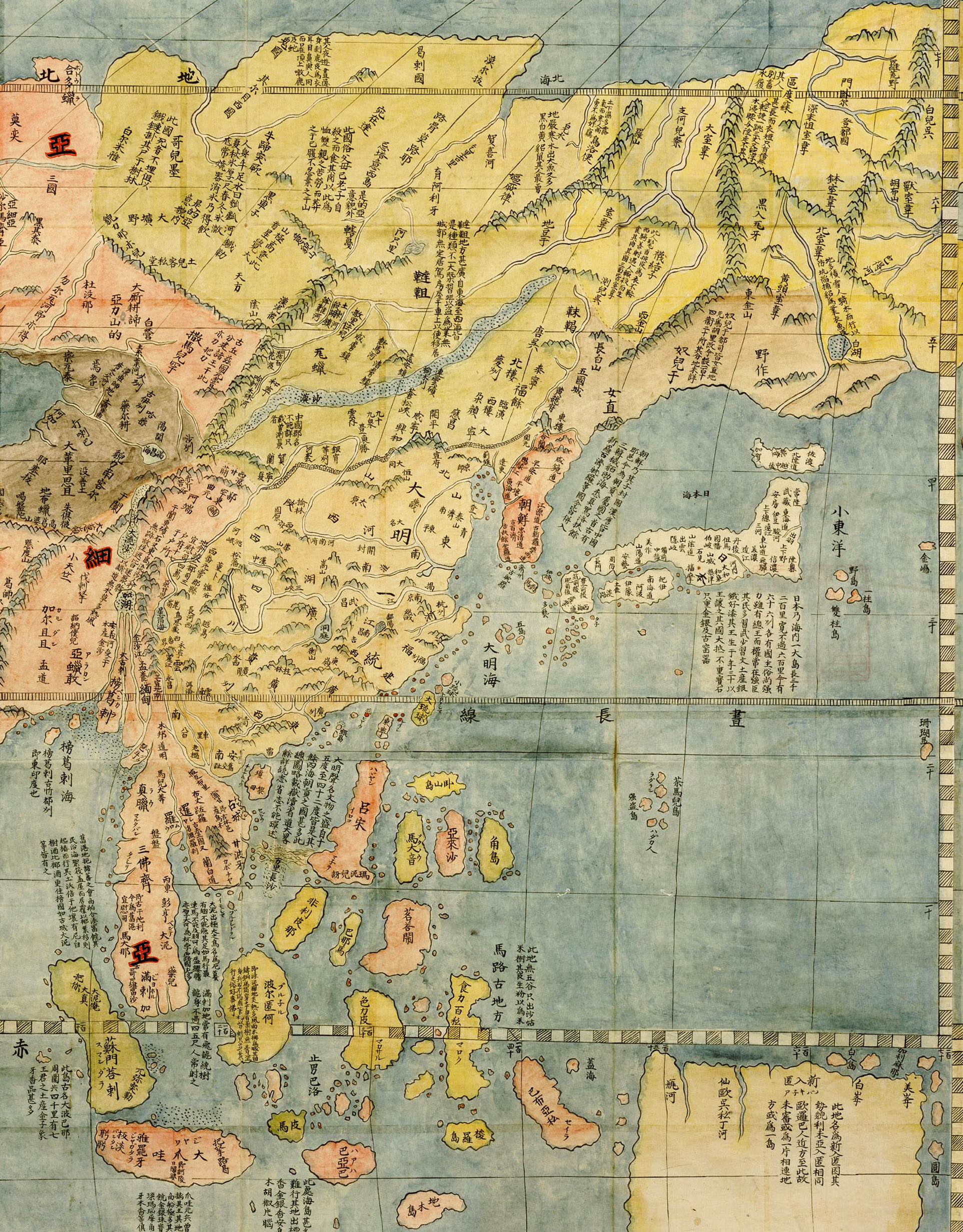
1602年利玛窦的坤舆万国全图中描绘的远东地区，其中包括了对该海域赋予“日本海”的称呼

双方在此争议问题上都提出各自不同的見解。

### 历史記載方面

#### 韩国觀點
韩国外交部指“东海”（：／ Donghae）這個名稱在朝鲜半岛已使用超过2000年，支持此论据的文物包括1145年写成的《三国史记》、第19代高句丽国王好太王的墓碑和1530年的地图《八道总图》。第一次将这片海域称为日本海的史料是1602年意大利传教士利玛窦在中国绘制的《坤輿萬國全圖》。18世纪后期前出版的日本文件和地图没有一个命名了这片海域。另据韩方说法，一些在19世纪出版的日本地图将这片海域称为“朝鲜海”（日语：／ Chōsenkai），包括了1809年出版的《日本邊界略圖》和1844年出版的《新製輿地全圖》。韩方认为，在19世纪末、20世纪初日本在该地区的军事扩张之前，此海域没有一个标准的名称。此外，韩方特别指出即使在日本国内，至少在19世纪中叶之前，“日本海”这个名称也没有被广泛地使用。因此，韩国认为日本是在朝鮮日治時期时对外推广了“日本海”这个名称，而当时韩国无法在国际上代表其利益。

#### 日本觀點
日本外務省和海上保安廳認為“日本海”这个名称的使用源于17世纪，而在19世纪早期已成为了一个国际惯例。在19世纪早期，日本处于实行闭关锁国政策的德川幕府的统治下，当时日本被禁止与除荷兰和中国之外的外国进行文化和商业的交流，这种政策直到1854年明治维新后才被推翻。因此，不会出现韩国所谓的情况，因为日本在当时无法进行广泛的对外交流，就无法将这片海域的命名推广到国外。
随着18世纪晚期航海天文钟的发明，西方探险家能够进入该海域探测，如法国人让·弗朗索瓦德·杜家卢、英国人威廉·罗伯特·布劳顿和俄国人亚当·约翰·冯·克鲁森施滕（伊万·费奥多罗维奇· 克鲁森施滕），他们前往测量当地的时间和经纬度，并绘制了该海域的形状，后来被证明正是日本海。克鲁森施滕是一位上将也是一位探险家，他领导了俄国第一次环球航行。根据日本方面的记录，正是克鲁森施滕将“日本海”这个名称向西方国家推广。在他的著作《在未来数年环游世界》中，他写道：“人们通常称呼这片海域为‘朝鲜海’，但这只是因为这片海仅有一小部分接触到了朝鲜的海岸，叫它‘日本海’会比较合适。”原书在圣彼得堡出版，最早有德语和俄语两种版本，后来被翻译成荷兰语、法语、瑞典语、意大利语和英语，并在欧洲得到了广泛传阅。结果，在17至20世纪，除日本和朝鲜半岛外的国际上绘制的地图中，这片海域从没有名字变成了日本海。因此，日方认为韩国人曲解了这个名字的历史。

#### 歷史地图调查
| 世纪   | 16世纪 | 16世纪 | 16世纪 | 16世纪 | 16世纪 | 17世纪 | 17世纪 | 17世纪 | 17世纪 | 17世纪 | 18世纪 | 18世纪 | 18世纪 | 18世纪 | 18世纪 | 18世纪 | 19世纪 | 19世纪 | 19世纪 | 19世纪 | 19世纪 | 19世纪 | 19世纪 | 未知 | 总计 | 总计 | 总计 | 总计 | 总计 | 总计 | 总计 |
| 调查方 | 日本   | 日本   | 日本   | 日本   | 韩国   | 日本   | 日本   | 日本   | 日本   | 韩国   | 日本   | 日本   | 日本   | 日本   | 日本   | 韩国   | 日本   | 日本   | 日本   | 日本   | 日本   | 日本   | 韩国   | 日本 | 日本 | 日本 | 日本 | 日本 | 日本 | 日本 | 韩国 |
| ------ | ------ | ------ | ------ | ------ | ------ | ------ | ------ | ------ | ------ | ------ | ------ | ------ | ------ | ------ | ------ | ------ | ------ | ------ | ------ | ------ | ------ | ------ | ------ | ---- | ---- | ---- | ---- | ---- | ---- | ---- | ---- |
| 调查地 | 美     | 法     | 德     | 总计   | 总计   | 美     | 法     | 德     | 总计   | 总计   | 美     | 法     | 德     | 俄     | 总计   | 总计   | 美     | 法     | 德     | 俄     | 英     | 总计   | 总计   | 法   | 美   | 法   | 德   | 俄   | 英   | 总计 | 总计 |
| 日本海 | 1      | 0      | 1      | 2      | -      | 3      | 14     | 5      | 22     | 17     | 47     | 24     | 23     | 2      | 96     | 36     | 1059   | 206    | 487    | 27     | 50     | 1829   | 69     | 10   | 1110 | 254  | 516  | 29   | 50   | 1959 | 122  |
| 东海   | 0      | 0      | 3      | 3      | -      | 0      | 0      | 0      | 0      | 39     | 5      | 0      | 7      | 1      | 13     | 341    | 1      | 0      | 3      | 0      | 0      | 4      | 60     | 0    | 6    | 0    | 13   | 1    | 0    | 20   | 440  |
| 朝鲜海 | 0      | 2      | 0      | 2      | -      | 2      | 4      | 2      | 8      | 39     | 94     | 49     | 159    | 5      | 307    | 341    | 92     | 6      | 37     | 4      | 8      | 147    | 60     | 7    | 188  | 68   | 198  | 9    | 8    | 471  | 440  |
| 东方海 | 0      | 0      | 3      | 3      | -      | 4      | 20     | 14     | 38     | 39     | 14     | 4      | 57     | –      | 75     | 341    | 2      | 0      | 3      | –      | –      | 5      | 60     | 8    | 20   | 32   | 77   | –    | –    | 129  | 440  |
| 中国海 | 3      | 5      | 12     | 25     | 16     | 11     | 36     | 18     | 86     | 28     | 8      | 6      | 8      | 1      | 56     | 10     | 0      | 5      | 1      | 0      | –      | 32     | -      | 4    | 22   | 56   | 39   | 1    | –    | 203  | 54   |
| 其它   | 0      | 5      | 5      | 25     | 13     | 3      | 36     | 18     | 86     | 41     | 17     | 6      | 16     | –      | 56     | 80     | 22     | 5      | 4      | –      | –      | 32     | 12     | 4    | 42   | 56   | 43   | –    | –    | 203  | 146  |
| 不确定 | 32     | –      | 44     | 76     | 13     | 83     | –      | 83     | 166    | 41     | 116    | –      | 152    | 4      | 272    | 80     | 109    | –      | 120    | 5      | –      | 234    | 12     | –    | 340  | –    | 399  | 9    | –    | 748  | 146  |
| 总计   | 36     | 7      | 68     | 111    | 29     | 106    | 74     | 140    | 320    | 125    | 301    | 83     | 422    | 13     | 819    | 467    | 1285   | 217    | 655    | 36     | 58     | 2251   | 141    | 29   | 1728 | 410  | 1285 | 49   | 58   | 3530 | 762  |

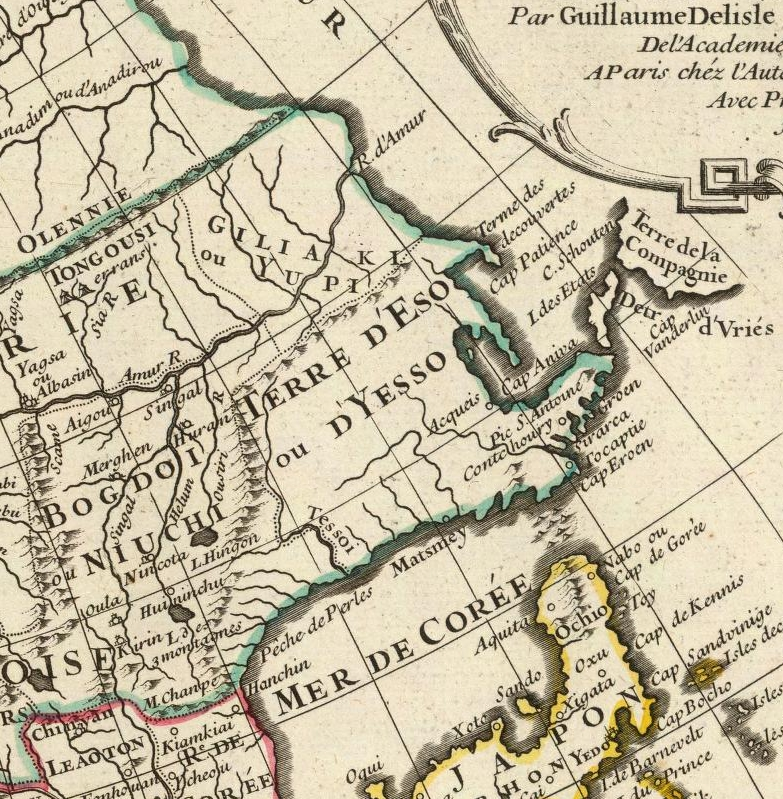
一幅1723年的法国地图将这片海域命名为“Mer de Coree”（朝鲜海）

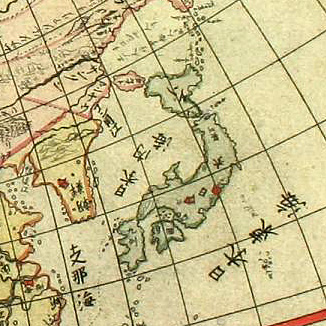
1792年司马江汉绘制的地图上将其称为“日本内海”，将太平洋称为“日本东海”

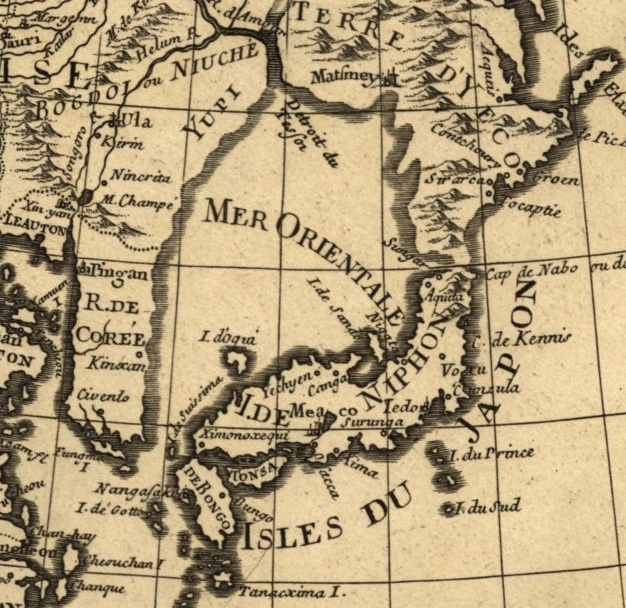
一幅1700年的法国地图将其称为“Mer Orientale” (东方海)

为了证明“日本海”这个名称是何时被国际上广泛使用的，韩国和日本对各种历史地图进行了调查。
2004年，韩国开始调查存档在大英图书馆、剑桥大学图书馆、美国南加州大学的东亚地图收集、美国国会图书馆、俄罗斯国家图书馆和法国国家图书馆的古地图，对762幅地图进行研究。他们发现共有440幅地图对该海域使用了朝鲜海 (Sea of Korea/Corea)、东方海 (Oriental Sea)或东海的标注，122幅标注的是日本海，另外200幅标注了其它名字。
从2003年到2008年，日本已经对不同的文物进行了一系列的调查。他们在柏林图书馆的1332幅地图中发现其中279幅使用了朝鲜海 、东方海 或东海的标注，579幅使用了日本海的标注，47幅标注了中国海，33幅使用其他名字，其余384幅没有标注。一个欧洲地图收藏家协会对成员拥有的79幅相关古董地图进行了调查，结果35幅标注了日本海，9幅标注了朝鲜海，2幅标注东方海，33幅无标注。4份俄罗斯图书馆的文件和档案包含的51张地图显示，29幅标注了日本海，8幅标注了朝鲜海，标注朝鲜海峡、东海和中国海的各1幅，其余11幅无标注。美国国会图书馆藏有的1213幅相关地图，对这片海域命名了的地图中有87%标注了日本海，8%标注朝鲜海，5%使用了其他名字，且并没有标注东方海或东海的地图。同时，在大英图书馆和剑桥大学图书馆的58幅相关地图，对这片海域有命名的有86%使用日本海的名字，14%使用朝鲜海，且没有东方海、东海和其他的名字。在法国国家图书馆进行的调查中，共215幅相关地图有95%使用了日本海的名字，3%标注了朝鲜海，2%使用了其他名字。
2007年11月，韩国国家地理資訊研究院公布的一份报告，在调查的400幅古地图后，发现目前正在使用日本海这个名称的国家或地区中，9幅古地图使用了朝鲜海的名字，而使用日本海的地图数量没有披露。然而，该报告提及：“在18世纪晚期（1790年至1830年），‘日本海’这个名称开始出现。19世纪（1830年起），‘日本海’这个名称的使用，出现了一个快速增长。”日本表示，这报告清楚證明了“日本海”这个名称是在日韓併合前开始传播的，与日治時期无关。
| 韩国国家地理信息研究所的调查结果 \| \| 目前被称为日本海 \| 目前被称为日本海 \| 目前被称为日本海 \| 目前被称为日本海 \| 目前被称为日本海 \| 其他名称 \| 其他名称 \| 其他名称 \| 总共 \| \| 当时的名称 \| 东海 \| 东方海 \| 朝鲜湾 \| 朝鲜海 \| 未披露 \| 中国东海的 朝鲜海 \| 中国东海的 东海 \| 黄海的 朝鲜海 \| 总共 \| \| ---------- \| ---------------- \| ---------------- \| ---------------- \| ---------------- \| ---------------- \| ----------------- \| --------------- \| ------------- \| ---- \| \| 数字 \| 9 \| 10 \| 38 \| 73 \| 206 \| 31 \| 31 \| 2 \| 400 \| |                  |                  |                  |                  |                  |                   |                 |               |      |
| | 目前被称为日本海 | 目前被称为日本海 | 目前被称为日本海 | 目前被称为日本海 | 目前被称为日本海 | 其他名称          | 其他名称        | 其他名称      | 总共 |
| 当时的名称 | 东海             | 东方海           | 朝鲜湾           | 朝鲜海           | 未披露           | 中国东海的 朝鲜海 | 中国东海的 东海 | 黄海的 朝鲜海 | 总共 |
| 数字 | 9                | 10               | 38               | 73               | 206              | 31                | 31              | 2             | 400  |

### 地理争议

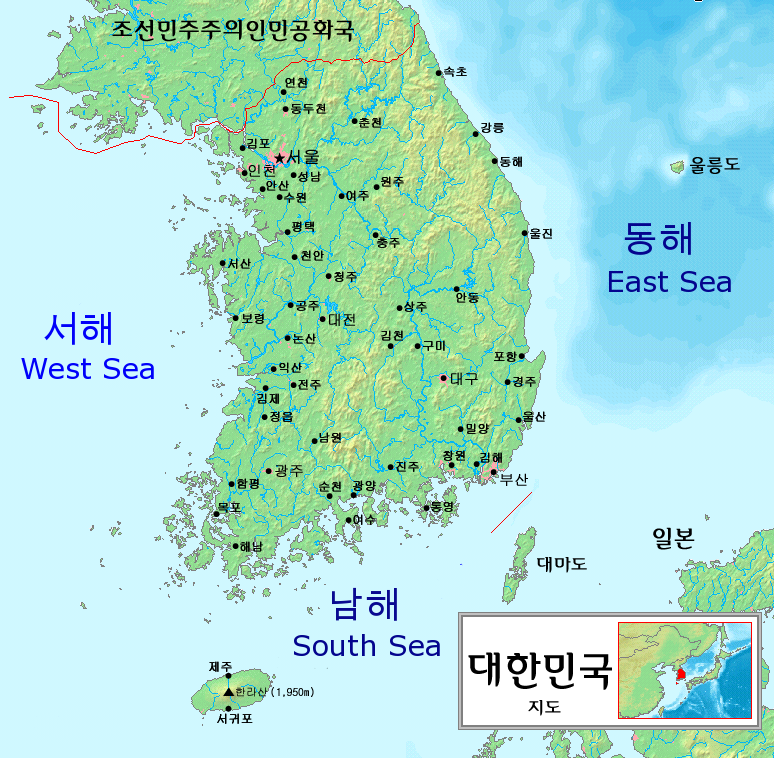
韩国称他们周边的海域为东海、南海和西海

日本认为，因为太平洋被日本列岛分开形成了一个陆缘海，因此使用“日本海”比較準確，而且此名稱已受到聯合國和國際海道測量組織的研究和報告認可。韩国则认为，“东海”的“东”指的是该海域位于亚洲大陆的东部，尽管它位于日本和俄罗斯南部以西，但这类似于北海，位于欧洲大陆的北部，却位于斯堪的纳维亚国家的西部和英国的东部。然而，韩国人却称他们周边的海域为东海（：／ Donghae）、南海（：／ Namhae）和西海 （：／ Seohae），很明显是以韩国为中心来命名的。

### 歧义的争议

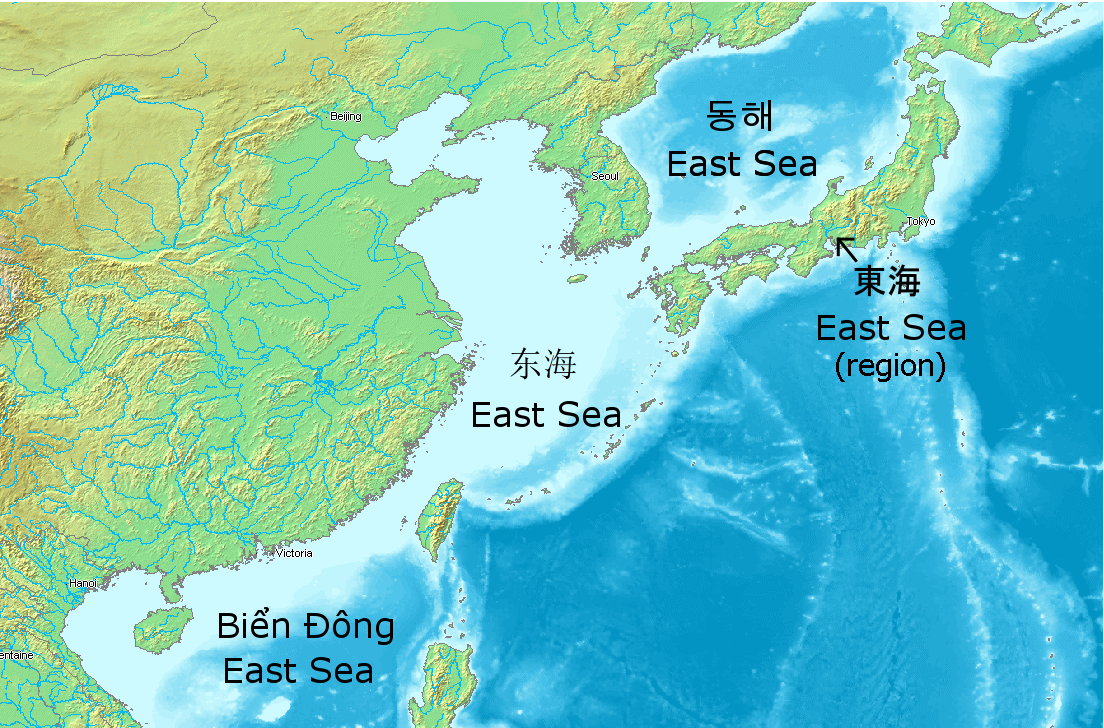
在东亚有许多被称为东海的海域

日本海上保安廳下属的水文与海洋部認為以“东海”来称呼海域会造成混乱，因为每个国家都可以称他们自己东部的海域为“东海”。例如中国称东中国海为“东海”；越南称南中国海为“东海”（Biển Đông）；“波罗的海”这个名字在几种欧洲语言中都意味“东海”，如德语（Ostsee）、芬兰语（Itämeri）和瑞典语（Östersjön）。而以日本的觀點，东海表示东海道和东海地方。日本政府担心的是名称的变化是一个不好的先例，会导致更多的世界各地的命名纠纷。

## 妥协
2006年11月18日在越南河内APEC峰会期间，时任韩国总统卢武铉非正式地向日本首相安倍晋三提出将该海域称为和平之海或友谊之海，后安倍晋三拒绝。2007年1月，日本内阁官房长官盐崎恭久对此说法作出回应，他说“没有必要改变日本海的名称”。

## 国际机构的立场
涉及本争议的两个主要国际组织是国际海道测量组织和联合国。

### 国际海道测量组织
国际海道测量组织（IHO）是一个旨在协调成员国在水文上的问题的组织。该组织的职能之一就是协助制定国际标准的命名和航海区域的划分。1929年，该组织（当时称为国际水文局）公布的“国际水文局特别出版物23”（IHO SP 23），确立了日本海的名称，但是在那个时候，韩国并未能参加该组织，因为当时它在日本统治之下。韩国在1957年才正式加入国际海道测量组织。
该组织在1974年发布了《技术决议案A.4.2.6》，该议案指出：
本组织建议，两个或两个以上的国家共享一个特定的地理特征时（如海湾、海峡或群岛），出现不同的名字时，他们应该努力达成协议。如果他们使用不同的官方语言，在名字表述上无法达成一致，则建议将每种语言的建议命名在图表和出版物中表述出来，除非技术原因（如小比例尺海图）阻止了这种做法。
韩国方面认为，这一决议案与日本海命名的辩论有关，根据决议案，这片海域应使用两个名字。不过，日本认为该决议并不适用于日本海，因为这个决议并没有特指日本海且仅适用于两个或两个以上的国家主权之间共享的地域特点。
IHO同意在2011年进行的一项调查以提供证据。此前，韩国长期推荐IHO只使用东海的称呼，但韩方于2011年5月2日宣布，它现在倾向于循序渐进的方式，先将两个名称共同使用，后面再慢慢去掉日本海这个称呼。
国际海道测量组织2012年4月26日公布的《海和洋的命名限制》(Limits of Oceans and Seas)中宣布，它已决定只使用“日本海”的名称，拒绝了韩国提出的“东海”的用法。韩国政府表示，在2017年IHO复会时，该组织将再次讨论这个问题。
2020年，IHO在「關於S-23未來的非正式協商結果報告」大會決定引進《S-130》，以編號命名海域，原有的《S-23》停止出版，時任日本外務大臣茂木敏充與部分日媒認為此決策代表日本海亦稱得以存續，韓國外交部則有相反的見解。

### 联合国
虽然联合国从来没有直接解决过关于建立正式的、规范的海洋名称的问题，但联合国有几个决议和声明与相关的话题有关。日本于1956年加入了联合国，而韩国和北朝鲜于1991年加入。
1977年，第三次联合国地名标准化会议通过了决议III/20号（UNCSGN），题为“超出单一主权范围的地理特征之命名”，与IHO技术决议案A.4.2.6一起规定，不论韩国和日本同不同意，这一政策都适用于日本海。
在1992年第六届UNCSGN上，韩国政府第一次参与UNCSGN，要求北朝鲜代表同意通过协商来确定海的名字。日本代表说，日本海的名称已经被世界公认，任何做出的变化将会导致地名的混淆。会议建议各方共同努力，在会议外的时间解决这个问题。
1998年，韩国在第七届UNCSGN再次提出这个问题。不过，日本反对韩国政府提出的问题，日方争辩说，他们这样做并没有遵循正确的程序。在争论之后，韩国撤回了此问题，取而代之的是建议联合国地名专家小组继续在这项问题上工作，使这项决议可以提交给第八届UNSCGN会议。会议主席敦促各方在下面努力达成一个双方都能接受的协议。
在2002年在第八届UNCSGN，韩国和日本在会议上提出了一些关于命名的问题上的文件，以阐述他各自们的立场。韩国要求大会立即裁定该海域的名称，而日本则要求通过私下举行的会议来解决问题。这届会议没有通过任何决议，委员会再次呼吁日韩制定一个双方都满意的解决方案。主席进一步指出，名称的标准化只可能出现在已达成共识的情况下。同样的情况也发生于2007年，在第九届会议上，韩国和朝鲜向UNCSGN提出通过一项决议立即裁定名称，而日本再次表示希望通过大会以外的会议来解决矛盾，委员会也只能再次敦促各成员寻求制定一个共同的协议。

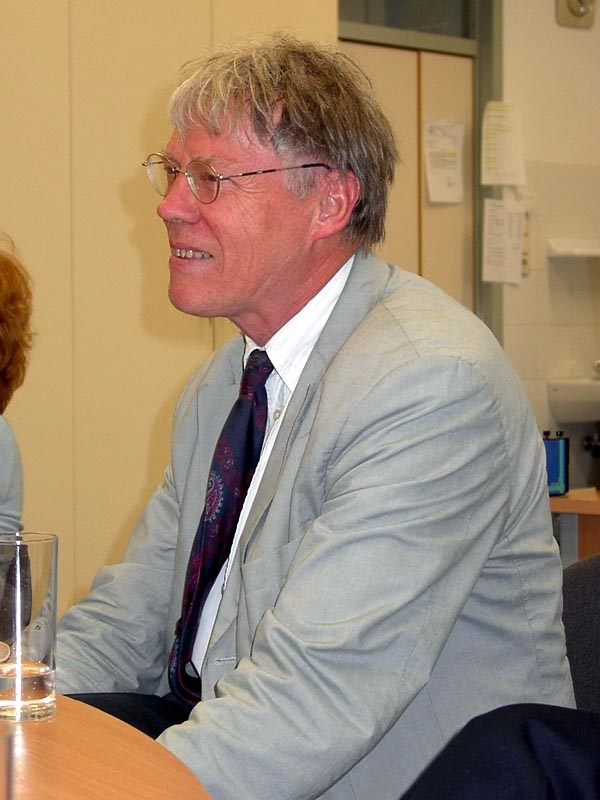
弗杨·奥摩令

2004年4月23日，联合国在一份书面文件中向日本政府确认，联合国将继续在其官方文件中使用日本海这个名字。然而，联合国同意就这个问题再进行讨论。
2012年8月6日，来自北朝鲜和韩国的代表讨论在第九届联合国地名标准化会议上，要求将名字“东海”和“日本海”同时用于该海的称呼。来自荷兰的大会主席弗杨·奥摩令说，该组织没有权力来决定的成员国的问题和要求，所涉及的国家应自行解决彼此之间关于命名的分歧。

## 其他国家
俄罗斯称这片海域为日本海（俄语：Япо́нское мо́ре）。日本认为俄罗斯为确立“日本海”这个名字在国际上的地位发挥了重要作用。中国政府网站只使用名称“日本海”。2003年，法国国防部发布航海地图，该海域的名称包括了日本海和东海，然而在国防部2004年新出版的地图中，只出现了日本海一个名称。英国和德国则只称呼其为日本海。
美国地名委员会继续倡导在出版物中使用日本海的称呼，而中央情报局出版的《世界概况》则采纳了美国地名委员会的建议。2011年8月8日，美国国务院发言人说，美国地名委员会认为该海的正式名称是“日本海”。据韩联社报道，美国已经正式建议使用“日本海”继续作为该海的正式名称。2012年1月11日，弗吉尼亚州的参议员、美籍韩裔选民代表大卫·马斯登提出议案，要求公立学校的教科书使用日本海和东海两个名字来介绍该海域。2012年1月26日，该议案以7:8的比数被否决。
中華民國官方和民間發行的地圖與媒體也都以日本海稱呼。2010年5月24日國立編譯館舉行的「外國地名譯名審議委員會第十屆會議」，曾決議將此海的兩種名稱並列於國內所發行的各種教科書中。